# Jean Dave
Jean Dave, né en 1531 à Namur (Belgique) et y décédé le 3 mars 1595, est un prêtre du diocèse de Namur, nommé 3e évêque de Namur en 1593. Il n’exerça sa charge que durant quelques mois.

## Biographie
Le jeune Jean Dave étudie durant trois ans à l’abbaye de Boneffe avant de recevoir la tonsure à Namur en 1546.  Il étudie ensuite la philosophie et le droit  à l’université de Louvain. En 1557 il est déjà chanoine en l’église collégiale de Namur (avant la création du diocèse).  En 1560 il est sous-diacre.
En 1562 Dave quitte Namur pour poursuivre des études dans les prestigieuses universités italiennes de Padoue et surtout Bologne où il obtient le doctorat ‘utriusque iuris’ (droit civil et canonique), en 1569. Ensuite c’est la licence en théologie obtenue à Dôle en 1672. 
Revenu à Namur il exerce diverses fonctions officielles au service du diocèse nouvellement créé, comme collaborateur proche du premier évêque de Namur, le dominicain Antoine Havet. Il est écolâtre de la cathédrale en 1576 et le reste quatre ans. Doyen du chapitre de la cathédrale le 15 avril 1580, il devient conseiller ecclésiastique au Grand conseil de Malines en 1590.

## Évêque de Namur
Philippe II le nomme évêque de Namur le 1er avril 1593. Ce choix est approuvé par le pape Clément VIII au consistoire de décembre de la même année. Dans l’entretemps Jean Dave reçoit le diaconat (12 juin) et est ordonné prêtre le 1er août 1593. 
Consacré évêque le 18 septembre 1594, à Anvers, il entre en fonction, à Namur, le 23 octobre.
Jean Dave est déjà âgé de 63 ans.  Son épiscopat ne dure que six mois. Il meurt le 3 mars 1595. Cet homme brillant et aux grandes compétences n’eut pas le temps d’exercer une vraie influence sur son diocèse. Un biographe écrit simplement qu’il «fut habile dans le maniement des affaires et gouverna son église avec piété et zèle».

## Sources
- Nicolas Aigret, Histoire de l’église et du chapitre Saint-Aubain à Namur, Namur, 1881.
- Raphaël Tambuyser, Le procès de nomination de Jean Dave dans Études d’histoire et d’archéologie namuroises (dédiées à Ferdinand Courtoy), 1952, p. 678-679.